# Segugio infernale

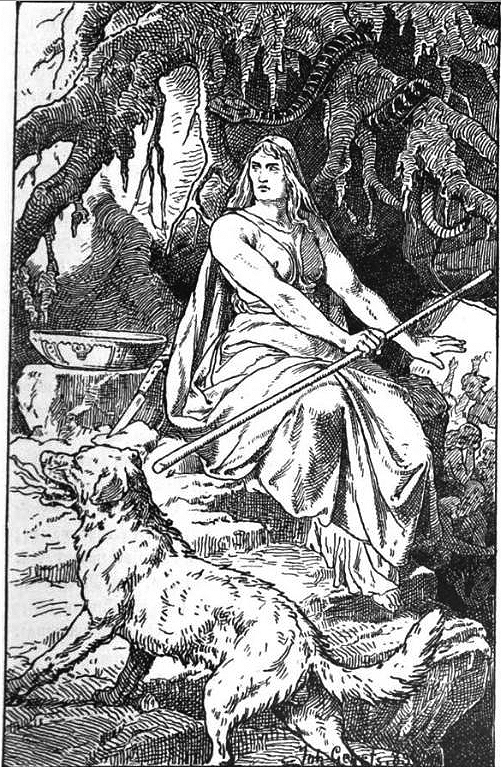
La dea Hel accompagnata dal segugio infernale Garmr in una xilografia di Johannes Gehrts, 1889

Il segugio infernale o cane infernale (in inglese, Hellhound) è una creatura leggendaria presente nelle mitologie di tutto il mondo. Sono esseri dalle fattezze canine, descritti come guardiani o servitori dell'inferno, del diavolo o degli inferi. Le caratteristiche fisiche specifiche variano da cultura a cultura, ma spesso includono il colore nero, il pelo innaturalmente folto, la forza sovrannaturale e gli occhi rossi o fiammeggianti. Tra gli esempi più noti di segugio infernale si possono senz'altro citare Cerbero, il cane di Ade nella mitologia greca, e Garmr, guardiano degli inferi nella mitologia norrena.

## Nel mondo

### Europa

#### Belgio
Oude Rode Ogen ("Vecchi Occhi Rossi"), conosciuto anche come Bestia delle Fiandre, era un demone che si credeva si aggirasse nelle Fiandre e in Belgio nel XVIII secolo. Secondo la leggenda era in grado di assumere la forma di un grande segugio nero dagli occhi rossi come fuoco. In Vallonia i racconti popolari menzionano poi il Tchén al tchinne (in vallone, "Segugio incatenato"), un segugio infernale legato a una lunga catena, che si dice si aggiri per i campi durante la notte.

#### Catalogna
Nei miti catalani il Dip è un segugio malvagio, nero e irsuto, un emissario del diavolo che si nutre di sangue umano e che, come altri esseri demoniaci del folklore della Catalogna, è zoppo. La creatura è raffigurata sullo stemma del comune catalano di Pratdip.

#### Francia
Nella Francia dell'856 d.C. si raccontava di un cane nero che si era materializzato all'interno di una chiesa le cui porte erano chiuse. Secondo il racconto, l'edificio si fece buio mentre il segugio setacciava la navata, come per cercare qualcuno, per poi scomparire improvvisamente. In Normandia si racconta invece di come uno spirito chiamato Rongeur d'Os (rosicchiatore d'ossa) vaghi per le strade di Bayeux nelle notti d'inverno assumendo la forma di un cane fantasma, masticando ossa e trascinandosi dietro delle catene. Nella Bassa Bretagna vi sono infine racconti che narrano di una nave fantasma il cui equipaggio è composto da anime di criminali, sorvegliati e torturati da diversi segugi infernali.

#### Germania
In Germania era credenza che il diavolo stesso potesse apparire sotto forma di segugio nero, soprattutto in occasione della Notte di Valpurga.

#### Grecia
Nella mitologia greca Cerbero è un cane policefalo, il cui compito è quello di sorvegliare le anime degli inferi e di impedire loro la fuga. Figlio dei mostri Tifone ed Echidna, è il segugio del dio Ade e viene spesso descritto come dotato di tre teste e di un serpente come coda. Numerosi serpenti emergono inoltre da diverse parti del suo corpo.

#### Regno Unito

##### Galles
Il gwyllgi (termine composto da gwyllt, selvaggio o gwyll, crepuscolo e ci, cane) è un cane nero della mitologia gallese che ha l'aspetto di un mastino inglese dal fiato minaccioso e dagli occhi rosso fuoco.

###### Cŵn Annwn
Nella mitologia gallese i Cŵn Annwn erano i cani spettrali dell'Annwn, l'aldilà. Erano associati a una forma della caccia selvaggia, presieduta da Gwynn ap Nudd. I cristiani soprannominarono queste mitiche creature come "Segugi dell'Inferno" o "Cani dell'Inferno" teorizzando quindi che fossero proprietà di Satana. Tuttavia, l'Annwn della tradizione gallese medievale non è una sorta di Inferno o di dimora per le anime dei defunti, bensì un vero e proprio paradiso ultraterreno.
In Galles, erano poi associati alle migrazioni delle oche, presumibilmente per via del loro verso udito durante la notte, che ricorda quello dei cani. Si diceva andassero a caccia in specifiche notti (le vigilie di San Giovanni, San Martino, San Michele Arcangelo, Ognissanti, Natale, Capodanno, Sant'Agnese, San Davide di Menevia e il Venerdì Santo), oppure, più semplicemente, in autunno e inverno. Il Cŵn Annwn venne anche considerato come scorta delle anime nel loro viaggio verso l'aldilà. Questi segugi sono talvolta accompagnati da una temibile megera di nome Malt-y-Nos, ossia "Matilda della notte". Un altro nome per queste creature è Cŵn Mamau,"Segugi delle madri".

##### Inghilterra
Il mito è diffuso in tutta la Gran Bretagna nella forma dei cosiddetti cani neri del folklore inglese. Il primo riferimento scritto agli hellhound si trova nella versione di Peterborough della Cronaca anglosassone, risalente all'XI-XII secolo.

#### Scandinavia
Nella mitologia norrena, Garmr o Garm (termine che in antico norvegese significa straccio) è un lupo o un cane associato sia alla dea degli inferi Hel che al Ragnarök. Viene descritto come un guardiano macchiato di sangue che sorveglia il cancello di Hel, il regno degli inferi.

#### Terre ceche
Si riportano numerosi avvistamenti di segugi infernali in tutte le terre ceche.

### America

#### America Latina
Si racconta di segugi infernali neri dagli occhi infuocati in tutta l'America Latina, dal Messico all'Argentina. Queste creature vengono chiamate in vari modi, che includono Perro Negro (in spagnolo,"cane nero"), Nahual, Huay Chivo e Huay Pek(Messico), Cadejo (America Centrale), il cane fa (Argentina) e il Luison (Paraguay e Argentina). Si dice siano incarnazioni del Diavolo o, alternativamente, stregoni in grado di cambiare forma.

#### Stati Uniti
Una leggenda relativa a un segugio infernale persiste a Meriden, nel Connecticut, fin dal XIX secolo. Si racconta di come il cane infesti le Hanging Hills, una popolare area ricreativa che consiste in un sistema di creste rocciose e gole. Il primo resoconto non proveniente da un locale è arrivato da W.H.C. Pychon, che nella rivista The Connecticut Quarterly lo descrive come un presagio di morte. Si dice che incontrare questo cane nero per la prima volta porterà gioia, la seconda dolore, la terza morte.
Il termine hellhound appare spesso anche nella musica blues americana, ad esempio nella canzone di Robert Johnson del 1937, "Hellhound on My Trail".

### Asia

#### Arabia
In Arabia si crede che i Jinn, entità non necessariamente malvagie ma spesso considerate tali, si servano di cani neri come destrieri. La rappresentazione negativa dei cani si deve probabilmente alla loro abitudine di masticare ossa (associata al "mangiare i morti") e disseppellire tombe. Si dice anche che gli stessi jinn vaghino per i cimiteri nutrendosi di cadaveri, caratteristica che rende tale relazione ancora più stretta.

#### India
Il Mahākanha Jātaka del canone buddista Pali contiene un racconto riguardo ad un segugio nero, chiamato con il nome di Mahākanha (in lingua pāli, "grande nero"). Guidato dal dio Śakra sotto le spoglie di un abitante delle foreste, Mahākanha spaventa i malvagi, spingendoli verso la rettitudine in modo che meno persone rinascano all'inferno.
La sua apparizione è sintomo della degenerazione morale del mondo umano, quando monaci e monache non si comportano correttamente e l'umanità è corrotta e malvagia.

## Nella cultura di massa

### Letteratura
- Nel Faust di Goethe, il diavolo Mefistofele appare per la prima volta al protagonista sotto forma di un barboncino nero che lo segue fino a casa attraverso un campo.[16]
- Ne Il mastino dei Baskerville di Arthur Conan Doyle, il mastino ha caratteristiche assimilabili a quelle di alcune descrizioni dei segugi infernali.[17]
- Nel romanzo di Thomas Mann del 1947 Doctor Faustus, l'eroe faustiano Adrian Leverkuhn possiede due segugi, Suso e Kaschperl, entrambi segugi infernali inviati da Mefistofele.[18]
- Nel romanzo fantasy di Piers Anthony On A Pale Horse, Satana manda dei segugi infernali ad attaccare Zane (la Morte) e riportarlo all'inferno. I cani sono immortali ma vengono eliminati dalla magica falce della Morte.
- I segugi infernali sono gli animali domestici delle arpie nella serie The Black Jewels di Anne Bishop. I segugi infernali (chiamati Shadow Hounds, segugi d'ombra) appaiono anche nella trilogia di Tir Alainn della medesima autrice.
- Ne Le streghe di Roald Dahl, i barghest sono creature demoniache che appaiono insieme alle streghe. Questi non vengono mai descritti nel romanzo, ma potrebbero essere visti come cani.
- I segugi infernali sono presenti nella serie Merry Gentry di Laurell K. Hamilton.
- Nel libro di Anthony Horowitz Raven's Gate, il protagonista, Matt, viene inseguito nella foresta da canidi demoniaci, dopo essere stato scoperto mentre origliava un rituale.
- Con il nome di Segugi neri (Darkhound nell'originale) compaiono più volte nella serie di libri fantasy di Robert Jordan, La ruota del tempo.
- Gli Hellhound appaiono nel romanzo fantasy new wave di Roger Zelazny Nine Princes in Amber (1970).
- Nel romanzo Buona Apocalisse a tutti! di Neil Gaiman e Terry Pratchett Adam (l'Anticristo) riceve un compagno segugio infernale che chiama semplicemente "Cane".

### Cinema
- Nella webserie Helluva Boss, una dei protagonisti è una segugia infernale.
- Due segugi infernali di nome Zuul e Vinz sono elementi fondamentali della trama nel film Ghostbusters (1984), nel quale sono i tirapiedi dell'antica entità Gozer.[19]
- Un cane infernale di nome Sammael è uno dei principali antagonisti del primo film di Hellboy.
- I segugi infernali appaiono nel film Percy Jackson e gli dei dell'Olimpo - Il ladro di fulmini, come animali domestici di Persefone e Ade.
- Un cane infernale di nome Thorn è il guardiano del vampiro Max in Ragazzi perduti.
- I segugi appaiono anche nel film d'animazione di Don Bluth Charlie - Anche i cani vanno in paradiso. In un incubo, Charlie finisce all'inferno e incontra una bestia chiamata Hellhound, che lo umilia insieme ai suoi tirapiedi.
- Nella fiction televisiva fantasy horror Maneater I segugi infernali appaiono come animali domestici di Ade.[20]
- Nei film Predators e The Predator, i segugi infernali sono i cani extraterrestri degli alieni Yautja.

### Televisione
- I segugi infernali appaiono nello show televisivo Supernatural, ad esempio nell'episodio della quinta stagione Lasciate ogni speranza....
- L'episodio 13 di Lost Tapes stagione 1, parla di cani infernali e del fatto che chi ne vede uno per tre volte è destinato a morire.
- I cani infernali appaiono nel ventesimo episodio della terza stagione di Buffy l'ammazzavampiri, Il ballo.
- I segugi infernali compaiono anche nella seconda stagione della serie Monsters and Mysteries in America, in cui vengono visti terrorizzare una comunità della California.
- Uno dei personaggi della serie di MTV Teen Wolf è un segugio infernale.[21]
- Nella serie televisiva The X-Files un segugio infernale riveste un ruolo importante nell'episodio Famiglio (2018). Nell'episodio custodisce i cancelli degli inferi in un cimitero puritano segreto nel Connecticut e attacca diverse vittime.

### Giochi
- In Call of Duty: World at War, Call of Duty: Black Ops, Call of Duty: Black Ops II, Call of Duty: Black Ops III, Call of Duty: Black Ops IIII e Call of Duty: Black Ops Cold War, nella modalità Zombie, dei segugi infernali infuocati fanno un'apparizione come nemici. Appaiono per la prima volta all'inizio dei round 5, 6 o 7 e ricompaiono ogni 4 o 5 round.
- In Heroes of Might and Magic III, il segugio infernale è un'unità di 3º livello reclutabile nella città dell'Inferno che può essere potenziata in un Cerbero.
- L'Hellhound è anche una creatura del caos nel gioco Master of Magic.
- In Neverwinter Nights, il segugio infernale è disponibile come famiglio per maghi e stregoni.
- In Eye of the Beholder, i segugi infernali appaiono in uno dei livelli più profondi dei dungeon.
- Nel videogioco NiGHTS: Journey of Dreams, uno dei boss del sogno di Will si chiama Cerberus ed è, come affermato da Reala, un segugio infernale.
- Nella serie Pokémon, i Pokémon Houndour e Houndoom sono ispirati al segugio infernale.
- Nel MMORPG RuneScape, i segugi infernali sono una tipologia di demone, ma non sono legati al mondo sotterraneo.
- Il segugio infernale è un boss di The Witcher.
- I segugi infernali appaiono in The Elder Scrolls: Arena.
- I segugi Infernali sono servitori della Legione Infuocata in Warcraft III: Reign of Chaos.
- I cani infernali appaiono in The Elder Scrolls IV: Shivering Isles, un DLC per The Elder Scrolls IV: Oblivion.
- Segugi infernali chiamati Death Hounds (segugi della morte) appaiono in Dawnguard, il primo DLC per The Elder Scrolls V: Skyrim.
- In War Commander, gioco di strategia in tempo reale su Facebook, Hellhounds è il nome di una fazione canaglia controllata dal computer.
- In Dungeon Keeper appaiono esseri canini a due teste in grado di sputare fuoco.
- In Dragon's Dogma, i segugi infernali sputafuoco iniziano ad apparire dopo aver sconfitto il drago.
- In Ultima Online, i segugi infernali sono un tipo di creatura ostile che appare in alcune aree di dungeon.
- In Don't Starve gli Hounds, nemici simili a lupi, sono basati sui segugi infernali.
- In Age of Mythology i segugi infernali sono evocati dal potere divino di Ecate Tartarian, che crea un portale per il Tartaro.[22]
- Gli Hellhound appaiono nel MMORPG Anarchy Online, come cani bianchi particolarmente difficili da sconfiggere.
- I segugi infernali appaiono nel MMORPG Wizard101.
- In Devil May Cry 3, uno dei primi boss è Cerbero.
- In Fire Emblem: The Sacred Stones vi sono due segugi infernali nemici, Mauthe Dhoog e Gwyllgi.
- Nella serie Final Fantasy Cerbero fa un'apparizione come un boss e in alcuni casi può essere evocato per combattere al fianco del giocatore con una mossa speciale. Allo stesso modo, altri segugi infernali fanno a volte la loro comparsa, come Garm di Final Fantasy VI .
- In Ogre Battle: The March of the Black Queen, il segugio infernale è un mostro che può essere reclutato dai maghi e potenziato in un Cerbero. Quest'ultimo ha tuttavia ancora una sola testa, a causa delle limitazioni degli sprite.
- In Blood, i segugi infernali sono presenti come nemici regolari a partire dall'episodio 3. Inoltre, Cerbero è presente come il boss dell'episodio 3 e fa apparizioni occasionali in seguito. In particolare, due di essi costituiscono lo scontro finale dell'espansione Cryptic Passage.

#### Dungeons & Dragons
Nel gioco di ruolo fantasy di Dungeons & Dragons, il segugio infernale è una creatura simile a una iena che caccia in branco, in grado di sputare fuoco. È classificato come un esterno dei Nove Inferi. Il segugio infernale è stato introdotto nel gioco nel suo primo supplemento, Greyhawk, nel 1975.
In Dungeons and Dragons, un segugio infernale assomiglia a una creatura rognosa, magra, per certi aspetti demoniaca, dall'aspetto simile a quello di una iena, con occhi rossi e orecchie da drago, con la capacità di sputare fuoco. Tuttavia, la Quarta Edizione li descrive come canidi quasi scheletrici avvolti dalle fiamme. Il segugio infernale adora causare dolore e sofferenza, cacciando di conseguenza. La tattica del branco è quella di circondare silenziosamente la preda, quindi far avvicinare due segugi infernali a spingere la vittima nel soffio infuocato di un terzo segugio. Attaccheranno con i loro artigli e denti, se necessario. Se la preda riesce a sfuggire, i segugi infernali la inseguiranno senza sosta, grazie anche alla loro velocità e agilità. Un altro tipo di segugio infernale è il segugio da guerra Nessian, un mastino nero come carbone grande quanto un cavallo da tiro, spesso protetto da una cotta di maglia. I segugi infernali non possono parlare, ma comprendono l'Infernale, una delle lingue del gioco.